# Слатина (манастир, Молдова)
Манастирът Слатина (на румънски: Mănăstirea Slatina) е православен манастир от XVI век в Сучава, Молдова. Ктиторски на господаря на тази страна – Александър III Лепушняну, който е погребан тук заедно със съпругата си и двете им дъщери.
Легендата е, че на мястото се поселил отшелник на име Пахоми, който посъветвал Лепушняну да построи манастир тук, макар дотогава отшелникът да се задоволявал от дървен параклис.
Камъкът в основата е поставен от молдовския господар и от вселенския патриарх Йоасаф II Константинополски, а манастирската църква е осветена на 14 октомври 1558 г. в присъствието на 116 православни свещеници. Изграден е от дюлгери от Трансилвания. 
Василий Лупу реновира манастира, но през 1691 г. по време на голямата турска война, Ян III Собиески го ограбва и манастирът остава в руини за близо половин век, като руско-турските войни през XVIII век и началото на XIX век, не способстват за нормалното функциониране на манастирския живот.
В манастира е намерен единствения съхранил се препис на българска анонимна хроника.